# Malcolm Brown (Szenenbildner)
Malcolm F. Brown (* 10. August 1903 in New Jersey; † 29. August 1967 in Los Angeles, Kalifornien) war ein US-amerikanischer Filmarchitekt, der den Oscar in der Kategorie Bestes Szenenbild gewann und ein weiteres Mal für den Oscar in dieser Kategorie nominiert war.

## Leben
Brown begann seine Laufbahn als Artdirector und Szenenbildner in der Filmwirtschaft Hollywoods 1938 mit dem Film Dr. Kildare: Sein erster Fall und wirkte bis 1966 an der szenischen Ausstattung von über sechzig Filmen mit.
Bei der Oscarverleihung 1956 war er zusammen mit Cedric Gibbons, Edwin B. Willis und Hugh Hunt für den Oscar in der Kategorie Bestes Szenenbild für den Schwarzweißfilm Und morgen werd’ ich weinen (1955) nominiert, in dem Regisseur Daniel Mann mit Susan Hayward, Richard Conte und Eddie Albert in den Hauptrollen die Lebensgeschichte des Broadway-Stars Lillian Roth nacherzählte. 1957 gewann er zusammen mit Gibbons, Willis und F. Keogh Gleason den Oscar für das beste Szenenbild in einem Schwarzweißfilm für Die Hölle ist in mir (1956), der von Robert Wise verfilmten Lebensgeschichte des Mittelgewichtsboxers Rocky Graziano mit Paul Newman, Pier Angeli und Everett Sloane.

## Filmografie (Auswahl)
- 1938: Dr. Kildare: Sein erster Fall (Young Dr. Kildare)
- 1939: Der Zauberer von Oz (The Wizard of Oz)
- 1941: Babes on Broadway
- 1944: An American Romance
- 1945: Bewitched
- 1945: Schnellboote vor Bataan (They Were Expendable)
- 1948: Die drei Musketiere (The Three Musketeers)
- 1949: Geheimaktion Carlotta (The Bribe)
- 1949: Malaya
- 1950: Die Letzten von Fort Gamble (Ambush)
- 1950: Die Venus verliebt sich (Duchess of Idaho)
- 1951: Tal der Rache (Vengeance Valley)
- 1951: Drei auf Abenteuer (Soldiers Three)
- 1951: It’s a Big Country
- 1952: Die letzte Entscheidung (Above and Beyond)
- 1953: Nackte Gewalt (The Naked Spur)
- 1953: Verrat im Fort Bravo (Escape from Fort Bravo)
- 1954: Grünes Feuer (Green Fire)
- 1955: Stadt in Angst (Bad Day at Black Rock)
- 1955: Des Königs Dieb (The King’s Thief)
- 1955: Und morgen werd’ ich weinen (I’ll Cry Tomorrow)
- 1956: Die Hölle ist in mir (Somebody Up There Likes Me)
- 1957: Dem Adler gleich (The Wings of Eagles)
- 1958: In Colorado ist der Teufel los (The Sheepman)
- 1958: Torpedo los! (Torpedo Run)
- 1959: Engel unter Sündern (The Mating Game)
- 1959: Tarzan, der Herr des Urwaldes (Tarzan, the Ape Man)
- 1961: Zärtlich ist die Nacht (Tender Is the Night)
- 1962: Mr. Hobbs macht Ferien (Mr. Hobbs Takes a Vacation)
- 1963: Twilight Zone (Fernsehserie, zwölf Folgen)
- 1963: In Liebe eine 1 (Take Her, She’s Mine)
- 1965: Geliebte Brigitte (Dear Brigitte)
- 1965: Cat Ballou – Hängen sollst du in Wyoming (Cat Ballou)
- 1966: Mollymauk, der Wunderknabe (Lord Love a Duck)
- 1966: Sheriff Johnny Reno (Johnny Reno)

## Auszeichnungen
- 1956: Nominierung für den Oscar in der Kategorie Bestes Szenenbild (Schwarzweißfilm) für Und morgen werd’ ich weinen
- 1957: Oscar in der Kategorie Bestes Szenenbild (Schwarzweißfilm) für Die Hölle ist in mir